# Foggia Calcio 1998-1999

## Stagione
La stagione 1998-1999 rivede il Foggia in serie C1 dopo 9 stagioni tra serie A e serie B. La società, sempre nelle mani del tribunale di Napoli, affida la presidenza a Massimo Di Lauro che rifonda la squadra con parecchi giovani del settore primavera e con la promozione dello stesso allenatore della formazione primavera, cioè Lorenzo Mancano. L'inizio è incoraggiante ma è chiaro che la persistente discontinuità di risultati della squadra dovuta all'inesperienza e alla mancanza di una società solida alle spalle non possa promettere nulla di buono, e dopo le tre sconfitte consecutive rimediate con Atletico Catania, Battipagliese e Castel di Sangro il Foggia sprofonda in zona play out per uscirne per l'ultima volta dopo il successo casalingo con il Giulianova.
Ad ottobre accade il colpo di scena: la Soiv, per conto di Franco Sensi (all'epoca patron della Roma), si aggiudica all'asta fallimentare il 66% delle quote del Foggia Calcio per 4 miliardi e 100 milioni di lire. Il presidente giallorosso sbarca trionfalmente a Foggia il 14 dicembre e si fa accompagnare da Zdeněk Zeman: si parla apertamente di promozione in B e invece i satanelli entrano in crisi di identità e sprofondano nelle zone basse della graduatoria. Per l'assegnazione delle quote di maggioranza alla Roma bisogna attendere il 22 gennaio del 1999; il 23 febbraio il sindaco Agostinacchio accetta la proposta di Sensi e viene nominato presidente del Foggia: si compone il nuovo CDA, con Ferreri vicepresidente e Castello, Rotunno ed Argento consiglieri; l'avvocato Nazzaro è il nuovo amministratore delegato, Mauro Meluso (già centravanti del Foggia nel Novanta con Zeman allenatore) viene nominato direttore generale.
Si perde tempo per rafforzare la squadra, il Foggia va a rotoli e conosce persino l'onta di soggiornare all'ultima posizione in classifica. L'allenatore Mancano perde il controllo della situazione e viene sostituito con Brini, che però riuscirà solo ad evitare la retrocessione diretta (ai danni dell'Acireale), non i play-out. Al Foggia penultimo tocca l'Ancona quintultimo: il 23 maggio ed il 6 giugno si giocano due gare drammatiche. All'andata un gol di Pilleddu illude i rossoneri che però cadono al Cònero, ad 11' dalla salvezza: è l'argentino La Grotteria ad affossare i satanelli, rimasti in nove per le espulsioni di Palo e Perrone. In poco più di dodici mesi il Foggia sprofonda dalla B alla C/2, una categoria da cui si era allontanato da ben 41 anni.

## Rosa
| N. |                   | Ruolo | Calciatore            |
| -- | ----------------- | ----- | --------------------- |
|    | Italia (bandiera) | P     | Domenico Botticella   |
|    | Italia (bandiera) | P     | Marco Morrone         |
|    | Italia (bandiera) | P     | Giampaolo Di Magno    |
|    | Italia (bandiera) | D     | Paolo Bianco          |
|    | Italia (bandiera) | D     | Joseph Dayo Oshadogan |
|    | Italia (bandiera) | D     | Giuseppe Anastasi     |
|    | Italia (bandiera) | D     | Gionata Bruni         |
|    | Italia (bandiera) | D     | Rosario Guarino       |
|    | Italia (bandiera) | D     | Giuseppe Zelano       |
|    | Italia (bandiera) | D     | Antonio Palo          |
|    | Italia (bandiera) | D     | Nicola Marfeo         |
|    | Italia (bandiera) | D     | Francesco Carbone     |
|    | Italia (bandiera) | D     | Simone Puleo          |
|    | Italia (bandiera) | D     | Paolo Cozzi           |
|    | Italia (bandiera) | C     | Fabio Consagra        |
|    | Italia (bandiera) | C     | Leonardo Palmieri     |

| N. |                      | Ruolo | Calciatore         |
| -- | -------------------- | ----- | ------------------ |
|    | Italia (bandiera)    | C     | Attilio Nicodemo   |
|    | Italia (bandiera)    | C     | Giuseppe Colucci   |
|    | Danimarca (bandiera) | C     | Lennart Bak        |
|    | Italia (bandiera)    | C     | Michele De Feudis  |
|    | Italia (bandiera)    | C     | Marco Napolioni    |
|    | Italia (bandiera)    | C     | Massimo Epifani    |
|    | Italia (bandiera)    | C     | Daniele Bordacconi |
|    | Italia (bandiera)    | C     | Enrico Melillo     |
|    | Italia (bandiera)    | A     | Luciano Volturno   |
|    | Italia (bandiera)    | A     | Franco Brienza     |
|    | Italia (bandiera)    | A     | Emiliano Testini   |
|    | Italia (bandiera)    | A     | Marco Sansovini    |
|    | Svizzera (bandiera)  | A     | Giuseppe Perrone   |
|    | Italia (bandiera)    | A     | Corrado Pilleddu   |
|    | Svezia (bandiera)    | A     | Jonas Axeldal      |
|    | Italia (bandiera)    | A     | Antonio Papa       |

## Risultati

### Campionato

#### Girone di andata
| Arbitro: | S. Ayroldi (Molfetta) |

|             |           |  |
| Santini 18’ | Marcatori |  |

| Arbitro: | Ciampi (Pisa) |

|                              |           |  |
| Brienza 25’, 36’ Axeldal 60’ | Marcatori |  |

| Arbitro: | Ferlito (Prato) |

|                         |           |  |
| Axeldal 64’ Perrone 74’ | Marcatori |  |

| Arbitro: | Ciampi (Pisa) |

|                          |           |              |
| A. Gallo 9’ G. Rossi 62’ | Marcatori | 45’ Anastasi |

| Arbitro: | Calcagno (Nichelino) |

|  |           |                |
|  | Marcatori | 70’ A. Morello |

| Arbitro: | N. Ayroldi (Molfetta) |

|                          |           |  |
| Tresoldi 37’ Cangini 74’ | Marcatori |  |

| Arbitro: | Lion (Padova) |

|               |           |  |
| De Feudis 51’ | Marcatori |  |

| Arbitro: | Ciampi (Pisa) |

|              |           |             |
| A. Manca 22’ | Marcatori | 52’ Perrone |

| Arbitro: | Linfatici (Viareggio) |

|                            |           |               |
| Perrone 34’ F. Carbone 70’ | Marcatori | 49’ Di Corcia |

| Arbitro: | Griselli (Livorno) |

|             |           |             |
| Micciola 3’ | Marcatori | 5’ Nicodemo |

| Arbitro: | Belloli (Bergamo) |

|  |           |             |
|  | Marcatori | 34’ D'Amblé |

| Arbitro: | Ciampi (Pisa) |

|                           |           |             |
| Aruta 55’, 88’ Spader 76’ | Marcatori | 9’ Consagra |

| Foggia 6 dicembre 1998 13ª giornata | Foggia                | 0 – 0 | Nocerina | Stadio Pino Zaccheria\| Arbitro: \| Cuttica (Alessandria) \| |
| Arbitro:                            | Cuttica (Alessandria) |       |          |                                                              |

| Arbitro: | Ferone (Terni) |

|                                                      |           |                   |
| Balducci 29’ Montervino 55’ Favo 79’ E. Baggio 90+2’ | Marcatori | 2’, 56’ Oshadogan |

| Arbitro: | Alario (Civitavecchia) |

|  |           |               |
|  | Marcatori | 25’ De Feudis |

| Arbitro: | Rizzoli (Bologna) |

|  |           |             |
|  | Marcatori | 88’ Ambrosi |

| Arbitro: | Ferlito (Prato) |

|                              |           |                           |
| Ferazzoli 32’ Califano 45+2’ | Marcatori | 50’ Oshadogan 77’ Perrone |

#### Girone di ritorno
| Arbitro: | D'Agostini (Frosinone) |

|             |           |             |
| Perrone 26’ | Marcatori | 71’ Barraco |

| Arbitro: | Belloli (Bergamo) |

|                        |           |  |
| Toni 53’ Sgrigna 90+4’ | Marcatori |  |

| Arbitro: | Dondarini (Finale Emilia) |

|                                        |           |             |
| U. Marino 11’, 46’ (rig.) Pandolfi 61’ | Marcatori | 33’ Perrone |

| Arbitro: | Calcagno (Nichelino) |

|  |           |               |
|  | Marcatori | 32’ Infantino |

| Arbitro: | Semeraro (Taranto) |

|                                       |           |             |
| Cosa 32’ Bucciarelli 40’ Deflorio 68’ | Marcatori | 89’ Axeldal |

| Foggia 21 febbraio 1999 23ª giornata | Foggia             | 0 – 0 | Castel di Sangro | Stadio Pino Zaccheria\| Arbitro: \| Griselli (Livorno) \| |
| Arbitro:                             | Griselli (Livorno) |       |                  |                                                           |

| Arbitro: | Lambertini (Bologna) |

|             |           |                     |
| Rizzolo 56’ | Marcatori | 7’ (rig.) Oshadogan |

| Arbitro: | Ferlito (Prato) |

|                                                |           |               |
| Oshadogan 6’ (rig.) Bordacconi 77’ Perrone 86’ | Marcatori | 72’ Bonfiglio |

| Arbitro: | Zaltron (Bassano del Grappa) |

|            |           |  |
| Molino 10’ | Marcatori |  |

| Arbitro: | Lion (Padova) |

|  |           |             |
|  | Marcatori | 80’ Tedoldi |

| Arbitro: | Ciampi (Pisa) |

|                            |           |                  |
| Antonaccio 40’ Finetti 47’ | Marcatori | 36’, 46’ Perrone |

| Arbitro: | Borelli (Roma) |

|                                   |           |  |
| Oshadogan 78’ (rig.) Pilleddu 87’ | Marcatori |  |

| Arbitro: | Zaltron (Bassano del Grappa) |

|  |           |             |
|  | Marcatori | 18’ Perrone |

| Arbitro: | Campofiorito (Chiavari) |

|            |           |              |
| Bianco 15’ | Marcatori | 64’ Cecchini |

| Arbitro: | Ferlito (Prato) |

|             |           |                |
| Perrone 61’ | Marcatori | 77’ Mangiapane |

| Crotone 9 maggio 1999 33ª giornata | Crotone              | 0 – 0 | Foggia | Stadio Ezio Scida\| Arbitro: \| Gabriele (Frosinone) \| |
| Arbitro:                           | Gabriele (Frosinone) |       |        |                                                         |

| Foggia 16 maggio 1999 34ª giornata | Foggia        | 0 – 0 | Savoia | Stadio Pino Zaccheria\| Arbitro: \| Lion (Padova) \| |
| Arbitro:                           | Lion (Padova) |       |        |                                                      |

### Play-out
| Arbitro: | Zaltron (Bassano del Grappa) |

|              |           |  |
| Pilleddu 26’ | Marcatori |  |

| Arbitro: | Gabriele (Frosinone) |

|                  |           |  |
| La Grottería 79’ | Marcatori |  |

### Coppa Italia
| Verona 23 agosto 1998 1º turno - Andata | Chievo           | 0 – 0 | Foggia | Stadio Marcantonio Bentegodi\| Arbitro: \| Branzoni (Pavia) \| |
| Arbitro:                                | Branzoni (Pavia) |       |        |                                                                |

| Arbitro: | Sputore (Vasto) |

|             |           |               |
| Perrone 38’ | Marcatori | 70’ Zanchetta |

#### Coppa Italia di Serie C
| Arbitro: | Palmieri (Cosenza) |

|                                  |           |               |
| Pannitteri 48’, 56’ Catalano 85’ | Marcatori | 34’ De Feudis |

| Arbitro: | Strocchia (Nola) |

|  |           |                                             |
|  | Marcatori | 17’, 80’ Riccardo 71’ Torino 90+1’ Sparacio |